# Kenji Shimaoka
Kenji Shimaoka (jap. 嶋岡健治 Shimaoka Kenji; ur. 9 maja 1949 w Tokio) – japoński siatkarz. Dwukrotny medalista olimpijski.
Mierzący 184 cm wzrostu zawodnik znajdował się w składzie srebrnych medalistów olimpijskich w Meksyku. W 1972 w Monachium znalazł się wśród triumfatorów olimpiady. Brał udział w IO 76 (czwarte miejsce).